# Atahensik Corona
L'Atahensik Corona è una struttura geologica della superficie di Venere.